# تسورماخی
تسورماخی (به لاتین: Tsurmakhi) یک منطقهٔ مسکونی در روسیه است که در داغستان واقع شده‌است.